# گل‌های وحشی (گروه موسیقی)
گل‌های وحشی یا وایلد فلاورز (The Wilde Flowers) یک گروه موسیقی راک سایکدلیک انگلیسی از کانتربری ، کنت بود. این گروه که در سال ۱۹۶۴ تشکیل شد، در ابتدا شامل کوین آیرز ، خواننده اصلی، برایان هاپر ، گیتاریست اصلی و خواننده مشترک، ریچارد سینکلر ، گیتاریست ریتم و خواننده، هیو هاپر، نوازنده گیتار بیس و رابرت وایات ، نوازنده درامز بود.
با وجود اینکه این گروه در طول دوره کوتاه سه ساله فعالیتشان هیچ اثری منتشر نکردند، عموماً به عنوان بنیانگذاران کنتربری سین شناخته می‌شوند. پس از فروپاشی آنها در سال ۱۹۶۹، اعضای گروه به تشکیل گروه‌های موسیقی کلیدی متعددی در صحنه موسیقی از جمله سافت مشین و کاروان  پرداختند .